# Munitibar-Arbatzegi Gerrikaitz
Munitibar-Arbatzegi Gerrikaitz är en kommun i Spanien. Den ligger i Biscayaprovinsen i den autonoma regionen Baskien i norra delen av landet, 300 km norr om huvudstaden Madrid. Antalet invånare är 466 (2024). Arean är 24,31 kvadratkilometer. Munitibar-Arbatzegi Gerrikaitz gränsar till Aulesti, Ziortza-Bolibar, Berriz, Muxika och Elexalde Mendata. 